# Prix Guldbagge de la meilleure réalisation
Le Prix Guldbagge de la meilleure réalisation (suédois : Guldbaggen för bästa regi) est une récompense de cinéma suédoise récompensant la meilleure réalisation lors des Prix Guldbagge.

## Palmarès
- En 1964 : Ingmar Bergman pour Le Silence
- En 1965 : Arne Sucksdorff pour Chez moi à Copacabana
- En 1966 : Alf Sjöberg pour Ön
- En 1967 : Jan Troell pour Les Feux de la vie
- En 1968 : Kjell Grede pour Hugo et Joséphine
- En 1969 : Bo Widerberg pour Ådalen '31
- En 1970 : Lars Lennart Forsberg pour Agressions
- En 1971 : /
- En 1972 : Tage Danielsson pour Äppelkriget
- En 1973 : Johan Bergenstråhle pour Jag heter Stelios
- En 1974 : Vilgot Sjöman pour En handfull kärlek
- En 1975 : Hans Alfredson pour Ägget är löst! En hårdkokt saga
- En 1976 : Jan Halldoff pour Polare
- En 1977 : Marianne Ahrne pour Långt borta och nära
- En 1978 : Olle Hellbom pour Bröderna Lejonhjärta
- En 1979 : Stefan Jarl pour Ett anständigt liv
- En 1980 : /
- En 1981 : Kay Pollak pour Barnens ö
- En 1982 : Hans Alfredson pour L'Assassin candide
- En 1983 : Ingmar Bergman pour Fanny et Alexandre
- En 1984 : /
- En 1985 : Hrafn Gunnlaugsson pour Le Vol du corbeau
- En 1986 : Hans Alfredson pour Falsk som vatten
- En 1987 : Suzanne Osten pour Bröderna Mozart
- En 1988 : Kjell Grede pour Hip hip hurra!
- En 1989 : Max von Sydow pour Ved vejen
- En 1990 : Åke Sandgren pour Miraklet i Valby
- En 1991 : Kjell Grede pour God afton, Herr Wallenberg
- En 1992 : Anders Grönros pour Agnes Cecilia - En sällsam historia
- En 1993 : Colin Nutley pour Bel été pour Fanny
- En 1994 : Clas Lindberg pour Kådisbellan
- En 1995 : Ulf Hultberg et Åsa Faringer pour La hija del Puma
- En 1996 : Bo Widerberg pour Lust och fägring stor
- En 1997 : Kjell Sundvall pour Jägarna
- En 1998 : Daniel Alfredson pour Tic Tac
- En 1999 : Lukas Moodysson pour Fucking Åmål
- En 2000 : Ella Lemhagen pour Les Aventures de Tsatsiki
- En 2001 : Roy Andersson pour Chansons du deuxième étage
- En 2002 : Jan Troell pour Så vit som en snö
- En 2003 : Lukas Moodysson pour Lilya 4-ever
- En 2004 : Björn Runge pour Om jag vänder mig om
- En 2005 : Tomas Alfredson pour Fyra nyanser av brunt
- En 2006 : Ulf Malmros pour Tjenare kungen
- En 2007 : Catti Edfeldt et Ylva Gustavsson pour Förortsungar
- En 2008 : Roy Andersson pour Nous, les vivants
- En 2009 : Tomas Alfredson pour Morse
- En 2010 : Teresa Fabik pour Prinsessa
- En 2011 : Pernilla August pour Svinalängorna
- En 2012 : Ruben Östlund pour Play
- En 2013 : Gabriela Pichler pour Eat Sleep Die
- En 2014 : Per Fly pour Valse pour Monica
- En 2015 : Ruben Östlund pour Snow Therapy
- En 2016 : Magnus von Horn pour Le Lendemain
- En 2017 : Goran Kapetanović pour Min faster i Sarajevo
- En 2018 : Ruben Östlund pour The Square
- En 2019 : Carl Javér pour Rekonstruktion Utøya